# ویکتوریا کوبلنکو
ویکتوریا کوبلنکو (اوکراینی: Кобленко Виктория؛ زادهٔ ۱۹ دسامبر ۱۹۸۰) هنرپیشه، مجری، ستون‌نویس، بشردوستی اهل هلند است.